# Quartet de corda núm. 1 (Nielsen)
El Quartet de corda núm. 1 en sol menor de Carl Nielsen, op. 13, es va interpretar per primera vegada el 26 de març de 1889 a Copenhaguen per Anton Svendsen (violí), Holger Møller (violí), Christian Petersen (viola) i Fritz Bendix (violoncel) a la Societat Privada de Música de Cambra (Privat Kammermusikforening). Va ser el primer dels quatre quartets de corda de Nielsen de la sèrie oficial.

## Origen i context
Escrit originalment entre el desembre de 1887 i el febrer de 1888, el va revisar lleugerament més tard per a la seva primera actuació pública el 3 de febrer de 1898 a la sala més petita del Palau Odd Fellows de Copenhaguen sota la direcció del violinista Anton Svendsen. En particular, Nielsen va afegir una secció de "resum" al final, reunint temes del primer, tercer i quart moviment. Tot i que es va organitzar amb poca antelació, el concert, que estava dedicat a obres de Nielsen, va comptar amb una gran assistència. Les altres peces del programa van ser: l'Humoresque-Bagatelles per a piano, la Suite Simfònica, op. 8, i la Sonata per a violí i piano en la major, op. 9.
Publicat l'any 1900, va ser dedicat a Johan Svendsen amb motiu del seu 60è aniversari.

## Música
Després de la tensió del primer tema, el violoncel introdueix un tema secundari més líric. El desenvolupament central, modulat, es trenca amb acords estridents que condueixen a una breu recapitulació, on el segon tema ara és interpretat pel primer violí. Obrint en mi bemoll major, l'Andante dolç evoluciona cap a una secció central en sol menor amb un clar canvi de tonalitat. L'Scherzo en do menor està dominat pel seu Trio central en sol major amb el seu característic baix. El Finale conté un resum dels temes principals del tercer i primer moviment, disposats en contrapunt l'un contra l'altre i, en un intent d'unitat cíclica, acaba amb el tema principal del primer moviment.
Amb una durada de 26 minuts, el quartet es divideix en quatre moviments:
- Allegro energico
- Andante amoroso
- Scherzo: Allegro molto
- Finale: Allegro (inquieto).

## Actuació avui
D'acord amb la informació de la Carl Nielsen Society, el Quartet de corda en sol menor es troba entre les obres més populars de Nielsen i és el més freqüentment interpretat dels seus quartets de corda.